# Steven Bastien
Steven Bastien (né le 4 mars 1994 à Saline) est un athlète américain spécialiste des épreuves combinées. 

## Biographie
Il se classe deuxième des sélections olympiques américaines 2020 disputées en 2021 à Eugene, en portant son record personnel à 8 485 pts. Il se classe ensuite 10e du décathlon des Jeux olympiques de Tokyo avec 8 236 pts.
En début de saison 2022, Steven Bastien se classe 6e des championnats du monde en salle à Belgrade, où il établit un nouveau record personnel avec 6 074 pts.

## Palmarès

### International
| Date | Compétition                    | Lieu     | Résultat | Épreuve    | Performance |
| ---- | ------------------------------ | -------- | -------- | ---------- | ----------- |
| 2021 | Jeux olympiques                | Tokyo    | 10e      | Décathlon  | 8 236 pts   |
| 2022 | Championnats du monde en salle | Belgrade | 6e       | Heptathlon | 6 074 pts   |
| 2022 | Championnats du monde          | Eugene   | 16e      | Décathlon  | 7 939 pts   |

### National
- Championnats des États-Unis d'athlétisme
  - décathlon : 2e en 2021

## Records
| Épreuve            | Performance | Lieu     | Date         |
| ------------------ | ----------- | -------- | ------------ |
| Décathlon          | 8 485 pts   | Eugene   | 20 juin 2021 |
| Heptathlon (salle) | 6 074 pts   | Belgrade | 19 mars 2022 |